# Wojciech Jerzy Has
Wojciech Jerzy Has (Cracòvia, 1925 — Łódź, 2000) va ser un director de cinema polonès.
Va ser contemporani entre d'altres d'Andrzej Wajda, Jerzy Kawalerowicz i Andrzej Munk. En la seva obra s'hi destaquen les adaptacions literàries.
La seva pel·lícula Rękopis znaleziony w Saragossie (‘El manuscrit trobat a Saragossa’, 1964), una adaptació de la novel·la homònima de Jan Potocki, va ser premiada als festivals d'Edimburg, 1965, Sant Sebastià, 1965 i Sitges (1969). També va guanyar el Premi del Jurat al Festival de Cannes el 1973.

## Obres
- Rekopis znaleziony w Saragossie (‘El manuscrit trobat a Saragossa’, 1964)
- Sanatorium pod Klepsydrą (‘El sanatori de la Clepsidra’, 1973)
- Nieciekawa historia (‘Una història sense importància’, 1982)
- Pismak (‘L'escriptor’, 1984)
- Osobisty pamietnik grzesznika (‘Diari íntim d'un pecador’, 1985)
- Niezwykla prodroz Baltazara Kobera (‘Les tribulacions de Baltasar Kober’, 1988).